# 比尔詹德
比尔詹德（羅馬化：Birjand，發音：[biːɾˈdʒæːnd] ⓘ）是伊朗伊斯兰共和国南呼罗珊省的省会和最大城市。